# Pholcus arsacius
Pholcus arsacius là một loài nhện trong họ Pholcidae. Loài này được phát hiện ở Iran.